# 櫻井伸一 (実業家)
櫻井 伸一（さくらい しんいち、1944年12月18日 - ）は、日本の実業家。北陸放送代表取締役会長。

## 経歴
- 1968年4月 北陸放送へ入社[1][2]
- 2000年4月 総務局長[1][2]
- 2001年6月 取締役[1][2]
- 2005年6月 常務取締役（財務経理、関連会社担当）[1][2]・北陸スタッフ代表取締役社長
- 2008年6月 専務取締役[1][2]
- 2009年6月 専務取締役・北陸スタッフ代表取締役社長
- 2014年4月 代表取締役会長[1][2]